# Recítac

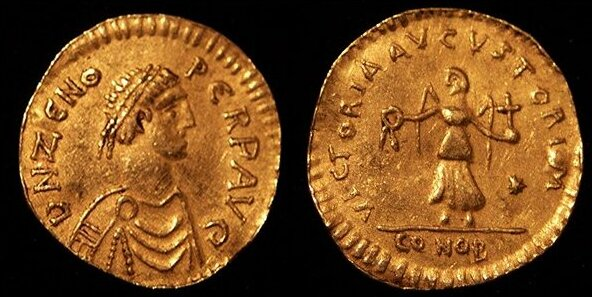
Tremís de l'emperador Zenó I

Recítac (en grec: Ρεκιταχ) va ser un oficial militar de l'Imperi Romà d'Orient i rei dels ostrogots tracis del segle V durant el regnat de l'emperador Zenó (r. 474-475 i 476-491). Algunes fonts clàssiques van suggerir que Recítac va ser assassinat per Teodoric l'Amal.

## Biografia
Era fill de Teodoric Estrabó i probablement de la seva esposa Sigilda. Se l'esmenta el 481, quan va acompanyar el seu pare durant la invasió de Grècia, succeint-lo en el comandament quan aquest va morir. Durant un temps, va compartir el comandament amb dos dels seus oncles, però després de matar-los, va governar sol els territoris de Tràcia, on s'assentava el seu grup d'ostrogots.
Va heretar del seu pare, Teodoric Estrabó, l'enemistat de Teodoric l'Amal, cosí seu, en la lluita per prendre el control dels ostrogots i els privilegis atorgats per l'emperador romà. Aquesta rivalitat va ser aprofitada per l'emperador Zenó, que va incitar Teodoric a matar-lo. Així, Recítac va ser assassinat el 483/484 en un suburbi de Constantinoble anomenat Bonofaciana mentre es dirigia als banys locals.
Un cop mort, la majoria dels ostrogots de Tràcia es van unir a la resta dels ostrogots sota el comandament de Teodoric l'Amal, que es va convertir en l'únic rei dels ostrogots.